# Caixa Geral de Depósitos
Caixa Geral de Depósitos, S.A. (CGD), também conhecida como Caixa, é a maior instituição financeira portuguesa e o maior banco em Portugal, detido pelo Governo da República Portuguesa. Operando como um banco universal, a CGD opera no setor da banca comercial e de retalho em Portugal, bem como em serviços financeiros especializados, banca de investimento e seguros. Internacionalmente, o Grupo está focado no crescimento da sua posição, particularmente na China, no Brasil e em África. No primeiro semestre de 2022, a Caixa Geral de Depósitos teve lucros de 486 milhões de euros. 

## História

### Fundação
A Caixa Geral de Depósitos (CGD) foi criada pela Carta de Lei de 10 de Abril de 1876, no reinado de D. Luís, por intervenção de Mariano de Carvalho sendo na altura Ministro da Fazenda Serpa Pimentel e presidente do 34.º Governo Constitucional Fontes Pereira de Melo, com a finalidade essencial de recolha de depósitos obrigatórios constituídos por imposição da lei ou dos tribunais.
A CGD foi inicialmente administrada pela Junta do Crédito Público, tendo sido o seu primeiro administrador Luís de Miranda Pereira de Meneses entre 1876 e 1878. Sucedeu ao Depósito Público de Lisboa e Depósito Público do Porto, de criação pombalina, donde transitaram alguns dos primeiros valores entrados na Caixa. A sua organização foi influenciada por instituições estrangeiras idênticas, de que se destacam a Caisse des Dépôts et Consignations francesa, fundada em 1816, e a Caisse Générale d'Épargne et de Retraite belga, criada em 1865. Dada a necessidade de regulamentar, a curto prazo, as atribuições da Caixa e estabelecer os limites da sua intervenção, bem como o seu posicionamento em relação à Junta de Crédito Público, esta foi incumbida de elaborar um projeto de regulamento, tendo este sido apresentado ao Governo em 30 de Novembro de 1876.
A sua finalidade era essencialmente a recolha dos depósitos obrigatórios, ou seja, constituídos por imposição da lei ou dos tribunais, estabelecendo o referido diploma legal que nenhuma entidade pública podia ordenar ou permitir depósitos fora da Caixa. Estava, no entanto, igualmente autorizada a receber depósitos voluntários, bem como a restituí-los a pedido dos seus depositantes, e cujo montante em dinheiro não podia exceder determinada quantia por depositante. Passados quatro anos sobre a fundação da CGD, a Carta de Lei de 26 de Abril de 1880 criou junto da instituição, mas com património e gestão separados, a Caixa Económica Portuguesa, administrada pela Junta do Crédito Público, por intermédio da Caixa Geral de Depósitos. O seu objetivo era o recebimento e a administração de depósitos voluntários de pequenas quantias, com o propósito expresso de difundir, promover e incitar nas classes menos abastadas o espírito de economia. Esta situação de separação veio a ser abandonada em 1885, passando os fundos da Caixa Económica Portuguesa a ser geridos juntamente com os da Caixa Geral de Depósitos e assim se processando a fusão de facto das duas instituições.

### Autonomia da Junta do Credito Público
Marco fundamental na evolução da Caixa é a sua autonomia em relação à Junta do Crédito Público, operada pela Lei de 21 de maio de 1896. A gestão foi pela primeira vez confiada a um Conselho de Administração, presidido por um Administrador-Geral, Thomaz Pizarro de Melo Sampaio entre 1896 e 1907. Foram então criados junto da Caixa e sob a sua administração a Caixa Geral de Aposentações, para os trabalhadores assalariados, e o Monte de Piedade Nacional, para realização de operações de crédito sobre penhores. Como consequência desta reorganização e da absorção das funções ligadas com a previdência a instituição passou a denominar-se Caixa Geral de Depósitos e Instituições de Previdência, abrangendo os serviços relativos à Caixa Geral de Depósitos, à Caixa Económica Portuguesa, à Caixa Geral de Aposentações a trabalhadores assalariados e ao Monte de Piedade Nacional. 
A reforma de 1918, com a assinatura de Sidónio Pais fez desaparecer das competência da Caixa Geral de Depósitos e Instituições de Previdência a gestão da Caixa Geral de Aposentações e do Monte de Piedade Nacional, pelo que a instituição passou a designar-se apenas por Caixa Geral de Depósitos. É reafirmado o princípio de todos os seus fundos serem centralizados num cofre geral e alargam-se as suas atribuições. Desta forma desenvolveram-se as actividades ligadas ao crédito em geral (hipotecário, agrícola e industrial), e em especial ao crédito de penhores como forma de moralizar e regulamentar a actividade prestamista.

### Desenvolvimento do Crédito
Inserida num amplo contexto de reforma geral dos serviços administrativos e de reorganização do crédito, visando a prossecução de objectivos de política económica e social, surge a chamada reforma de 1929 (decretos-lei nºs 16.665, 16.666, 16.667 e 16668 de 27 de Março) com especial incidência exactamente na área do crédito e na qual desempenhou um papel activo Oliveira Salazar. A Caixa passa a designar-se Caixa Geral de Depósitos, Crédito e Previdência, denominação que se manterá até 1993. Na sua organização, divide-se em serviços privativos e serviços anexos – a Caixa Geral de Aposentações e a Caixa Nacional de Crédito. Estes dois serviços anexos configuram entidades com personalidade jurídica e autonomia financeira, mas administradas pela Caixa Geral de Depósitos, Crédito e Previdência. Na Caixa Nacional de Crédito são centralizados todos os serviços e operações do Estado que respeitem a crédito agrícola e industrial, a quaisquer outras operações de crédito, sejam quais forem os Ministérios por onde este haja sido concedido, e quaisquer outras operações de crédito de conta do Tesouro. 
A Caixa Geral de Depósitos, Crédito e Previdência deixa de poder realizar operações de crédito agrícola ou industrial, descontos ou financiamentos a particulares, com o aval do Governo, sendo as contas correspondentes transferidas para a Caixa Nacional de Crédito. Poderá, no entanto, continuar a prestar financiamentos à administração central, local e entidades corporativas, através dos ministérios, das Câmaras Municipais, diversas entidades públicas de coordenação económica e corporações (designado genericamente “Crédito ao Setor Público e Corporativo”).  
A Caixa Nacional de Previdência passa a ter a seu cargo todos os serviços de aposentações, reformas, montepios e outros que lhe viessem a ser confiados. A primeira instituição a ser criada e logo integrada na Caixa Nacional de Previdência foi a Caixa Geral de Aposentações, que reuniu todos os serviços a cargo de diversas instituições de previdência, as quais foram extintas. É a partir da reforma de 1929 que a Caixa se pode começar a afirmar como estabelecimento de crédito, alargando os limites em que até então praticamente se continha, de financiamento do Estado.

### Transformação em Empresa Pública
Quarenta anos depois, a chamada 'Lei Orgânica', aprovada pelo Decreto-Lei nº 48 953, de 5 de Abril de 1969, sob a assinatura de Marcelo Caetano, veio alterar profundamente o enquadramento jurídico da instituição, conferindo-lhe a estrutura empresarial que está na origem da sua gradual aproximação às restantes instituições de crédito. Efetivamente, a CGD, que até então era um serviço público, sujeito às mesmas regras dos serviços da administração directa do Estado, passa a ser definida fundamentalmente como uma empresa pública para o exercício de funções de crédito, à qual está também confiada a administração de serviços públicos autónomos de previdência. Permanece, deste modo, a distinção entre serviços privativos e instituições anexas.
A Caixa Nacional de Crédito, criada em 1929, é incorporada na Caixa Geral de Depósitos e as instituições anexas passam a ser apenas a [Caixa Geral de Aposentações e o Montepio dos Servidores do Estado, sob a designação genérica de Caixa Nacional de Previdência. 
O estatuto da CGD continua a ser de direito público, mas introduzem-se as modificações exigidas pela sua atividade como instituto de crédito. Assim, para além da integração da Caixa Nacional de Crédito, confere-se à Administração o poder de organizar os serviços e de aprovar os respectivos regulamentos.  
A gestão financeira passa a obedecer às regras da gestão empresarial, embora se mantenha paralelamente a escrita orçamental.
O pessoal continua sujeito ao regime jurídico do funcionalismo público, estabelecendo-se, no entanto, que as categorias e vencimentos são estabelecidos pelo Conselho de Administração, tendo em conta, designadamente, os condicionalismos comuns à generalidade do sistema bancário. Para harmonização das condições, veio mais tarde a admitir-se a possibilidade de a Caixa participar nos processos de convenções coletivas de contratação de trabalho do setor.

### Mudanças pós-25 de Abril de 1974
Finalmente, a mais recente reforma da CGD foi determinada pelas modificações operadas no sistema financeiro português e no circunstancialismo interno e externo em que a instituição exerce a sua actividade, com particular destaque para a integração de Portugal nas Comunidades Europeias e para o chamado Regime Geral das Instituições de Crédito e Sociedades Financeiras, aprovado pelo Decreto-Lei n° 298/92, de 31 de Dezembro, que veio equiparar a Caixa Geral de Depósitos aos bancos no que respeita às actividades que está autorizada a exercer. A revisão em causa consta do Decreto-Lei nº 287 /93, de 20 de agosto, e dos Estatutos anexos. A CGD é transformada em sociedade anónima de capitais exclusivamente públicos, de que só o Estado pode ser detentor, passa a denominar-se Caixa Geral de Depósitos, S.A., e rege-se pelas mesmas normas das empresas privadas do setor. O seu objecto é o exercício da actividade bancária nos mais amplos termos permitidos por lei e mesmo os serviços bancários cuja prestação a Caixa deve assegurar ao Estado, de acordo com o diploma legal citado, são efectuados sem prejuízo das regras da concorrência e do equilíbrio da sua gestão. 
Deixa de haver instituições anexas, procedendo-se à completa separação entre a Caixa Geral de Depósitos e a Caixa Geral de Aposentações, que, por via de diploma autónomo (Decreto-Lei nº 277/93, de 10 de Agosto), passa a integrar o Montepio dos Servidores do Estado.  
O pessoal fica sujeito ao Regime do Contrato Individual de Trabalho, mantendo os trabalhadores com vínculo anterior o estatuto laboral em que se encontravam, mas com possibilidade de optarem pelo novo regime. Em síntese, é consagrada a natureza de banco universal e plenamente concorrencial, sem prejuízo da especial vocação, que também lhe é reconhecida, para a formação e captação da poupança e para o apoio ao desenvolvimento económico e social do País.
O Grupo Caixa Geral de Depósitos tem a sua génese na diversificação de operações no âmbito do crédito especializado através da criação, em 1982, da Locapor - Companhia Portuguesa de Locação Financeira Mobiliária, S.A., instituição pioneira de leasing em Portugal e a Imoleasing - Sociedade de Locação Financeira Imobiliária, no domínio do Leasing imobiliário, seguindo-se em 1987, a constituição da Sociedade Gestora FUNDIMO – Fundo de Investimentos Imobiliários. Seguidamente participou na criação em Portugal, da primeira Sociedade de Capital de Risco, a Promoindústria, e associou-se a diversas outras do setor, entre as quais a UNICRE – Cartão Internacional de Crédito, a SIBS – Sociedade Interbancária de Serviços, a Servimedia – Sociedade Mediadora de Capitais e a ETV – Empresa de Transporte de Valores. 
O ano de 1988 representa um marco importante no prosseguimento da estratégia de criação e participação de um conjunto alargado de empresas na área financeira, tendo a CGD tomado participação maioritária no BNU e na Fidelidade. Actualmente, a CGD está presente de forma integrada em todos os quadrantes do negócio bancário, nomeadamente: Banca de Investimento, Corretagem e Capital de Risco, Imobiliário, Seguros, Gestão de Ativos, Crédito Especializado, Comércio Eletrónico e Atividades Culturais. 

### Século XXI
Em 2000 iniciou-se o processo de integração das estruturas comerciais e centrais da CGD e do BNU até que em 2001 ocorreu a fusão por incorporação do BNU na CGD tendo desaparecido esta marca, excepto em Macau, onde o BNU continua como banco universal, emissor de moeda e agente do tesouro. Nesse mesmo ano o banco deu início à estruturação das suas participações financeiras por áreas de negócio através da criação de holdings sectoriais. No ano de 2012 é oficialmente concluída a compra da corretora Banif CVC, por parte da Caixa Bi. Tendo assim 100% dos poderes da antiga corretora do concorrente banco BANIF no Brasil.
A Caixa tinha 587 agências em 2017, ano em que fechou 67 balcões, e no final de 2018 ficará com cerca de 515, 352 agências em 2021. 

## Expansão internacional
No setor financeiro português, o Grupo CGD distingue-se pela ampla diversificação da sua cobertura geográfica, resultado de uma política de internacionalização prudente, baseada em critérios de rendibilidade, mas também de prestação de serviços aos clientes residentes e não residentes em Portugal. 
A presença do Grupo é particularmente relevante em países ou territórios com laços culturais ou comerciais mais fortes com Portugal, ou com um elevado potencial de crescimento económico, para além de grandes centros financeiros internacionais: Portugal, Alemanha, Bélgica, França, Holanda, Luxemburgo, Mónaco, Reino Unido, Suíça, África do Sul, Cabo Verde, Moçambique, S. Tomé e Príncipe, Brasil, Estados Unidos da América, Ilhas Caimão, México, Venezuela, China, Índia, Timor Leste.

## Grupo CGD
A CGD possui diversos negócio, em diversas áreas.

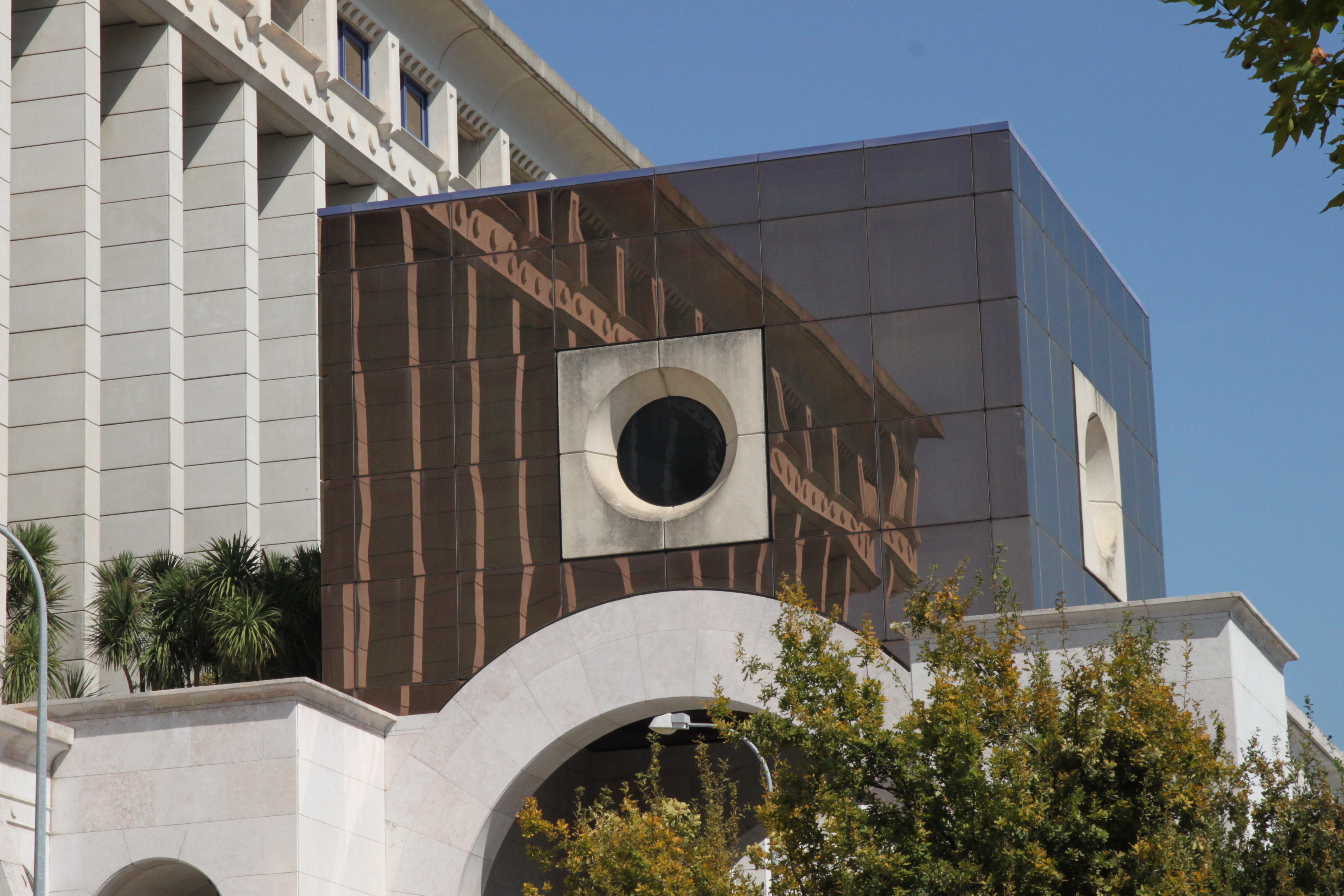
Fachada Sul da sede da CGD

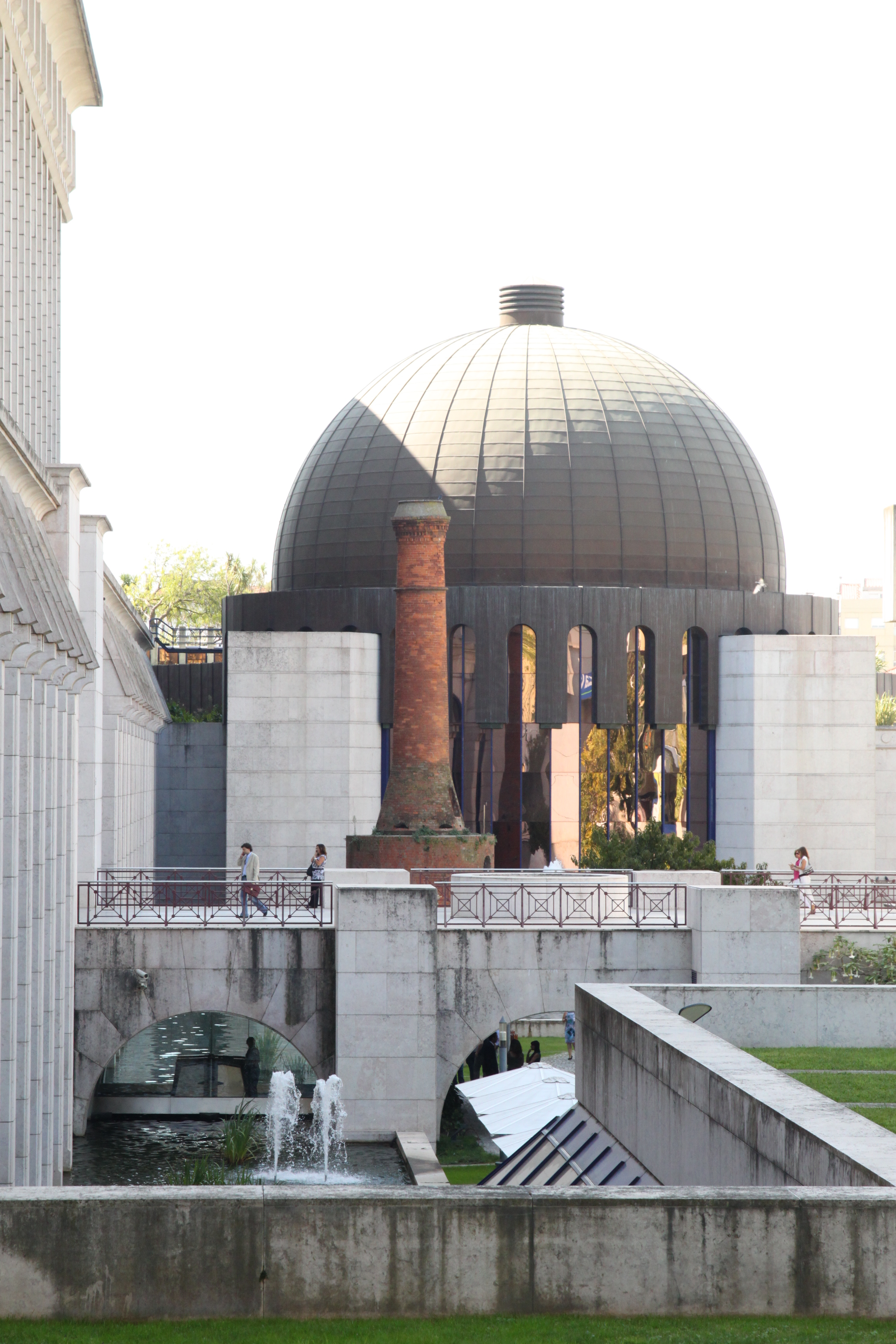
Pormenor da fachada principal (Norte) da sede da CGD

### Banca Comercial
- Caixa Geral de Depósitos
- Banco Caixa Geral - Brasil (Brasil)
- Banco Nacional Ultramarino (Macau)
- Banco Comercial do Atlântico (Cabo Verde)
- Banco InterAtlântico (Cabo Verde)
- Banco Comercial e de Investimentos (Moçambique) (61%)
- Banco Caixa Geral (Angola)
- Banco Internacional de São Tomé e Príncipe (São Tomé e Príncipe) (27%)

### Banca de Investimento
- Caixa - Banco de Investimento (Brasil)
- Caixa Capital
- A Promotora (Cabo Verde)

### Crédito Especializado
- Caixa Leasing e Factoring
- LOCARENT (50%)

### Gestão de Activos
- Caixa Gestão de Activos
- CGD Pensões

### Imobiliário
- Caixa Imobiliário
- Imocaixa
- Inmobiliária Caixa Geral

### Seguros
- Fidelidade - Companhia de Seguros (15%)
- Fidelidade Assistência – Companhia de Seguros
- Multicare - Seguros de Saúde

### Outras Participações
- Caixa Participações
- Parbanca
- ParTang
- CaixaBI Brasil

## Participações
Eis algumas participações do banco público:
- 1,1% na Redes Energéticas Nacionais
- 0,8% na Galp Energia
- 0,9% Banco Comercial Português

## Inovação e Canais Alternativos
Para além de dispor de uma vasta rede de caixas automáticos privativos – serviço Caixautomática - e da participação na rede nacional Multibanco, a CGD encetou projetos pioneiros de banca à distância através do lançamento do serviço Caixadirecta (hoje acessível por telefone, Internet, SMS e Mobile), do serviço de corretagem on-line - Caixadirecta invest e do serviço de banca eletrónica para empresas – Caixa e-banking. 
A CGD é ainda parceira em redes de serviços bancários de conveniência, em conjunto com outras entidades como: Postos de Abastecimento de Combustível, Estações de Caminho de Ferro, Universidades e Serviços Públicos. A contínua evolução dos investimentos em inovação e na aplicação de novas tecnologias, para facilitar o acesso aos serviços bancários através de canais alternativos à Agência tradicional, tem permitido reforçar a capacidade de atendimento personalizado na rede comercial, conferindo maior disponibilidade para a prestação de serviços à medida das necessidades e expectativas de cada cliente.

## Governamentalização do Banco Comercial Português
Segundo afirmações de Filipe Pinhal e Miguel Cadilhe este banco foi participante activo na governamentalização do BCP por intermédio do antigo presidente Carlos Santos Ferreira. O mesmo facto é alegado por grupo de jornalistas de referência.

## O Caso Joe Berardo
Joe Berardo foi o protagonista da última Comissão Parlamentar de Inquérito aos atos de gestão e recapitalização da Caixa Geral de Depósitos (CGD), no dia 10 de Maio de 2019. O “comendador” foi chamado pelos deputados por ser um dos maiores devedores da CGD. Entre 2006 e 2008, a Caixa emprestou a entidades na esfera de Berardo — a Fundação Berardo e a empresa Metalgest — mais de 350 milhões de euros.
Os créditos tinham sido  concedidos ao arrepio das habituais regras de prudência da CGD na concessão de créditos, e mesmo com pareceres condicionados (ou negativos, no caso da reestruturação de um deles) da Direção de Risco. Estes créditos acabariam por entrar em incumprimento. Mais ainda, Berardo pediu dinheiro emprestado à Caixa para comprar ações do BCP (na altura envolto numa luta de poder entre acionistas, com Berardo de um dos lados) e deu como garantia as próprias ações, que viriam a desvalorizar muitíssimo devido à crise financeira. As perdas da Caixa viriam a obrigar o Estado a recapitalizar o banco em 2016, sendo os contribuintes portugueses chamados a pagar quase 4 mil milhões de euros.
Disse Berardo na comissão que não tem dívidas, que não tem património (passível de ser executado), e que foi o mais prejudicado em  toda essa história. De facto, existe um parecer da Direção de Gestão de Risco da Caixa (a quem o comendador deve centenas de milhões de euros) que indica um cenário problemático para o banco: apenas foi detetada uma garagem no Funchal como “património direto do empresário”.
Só entre 2015 e 2017, as empresas de Joe Berardo tinham recebido uma soma superior a 48 milhões de euros em benefícios fiscais.
Confrontado pelos deputados com a ideia de que a Caixa “está a custar uma pipa de massa” aos contribuintes, Joe Berardo respondeu: “A mim, não!”. Esta e outras frases polémicas despertaram reações indignadas gerais, desde a Direita até à Esquerda, passando pelo centro.  Luís Marques Mendes acusou o empresário de estar a "gozar com  o pagode. (...) Não tem um pingo de vergonha".
A jornalista Helena Garrido é de opinião que não só o financiamento não deveria ter sido dado, como a CGD  não fez tudo o que podia e devia ter feito para o reaver. Ela comenta que   os bancos permitiram que alguns dos grandes devedores fizessem desaparecer todos os seus activos.  